# Jalsa Salana

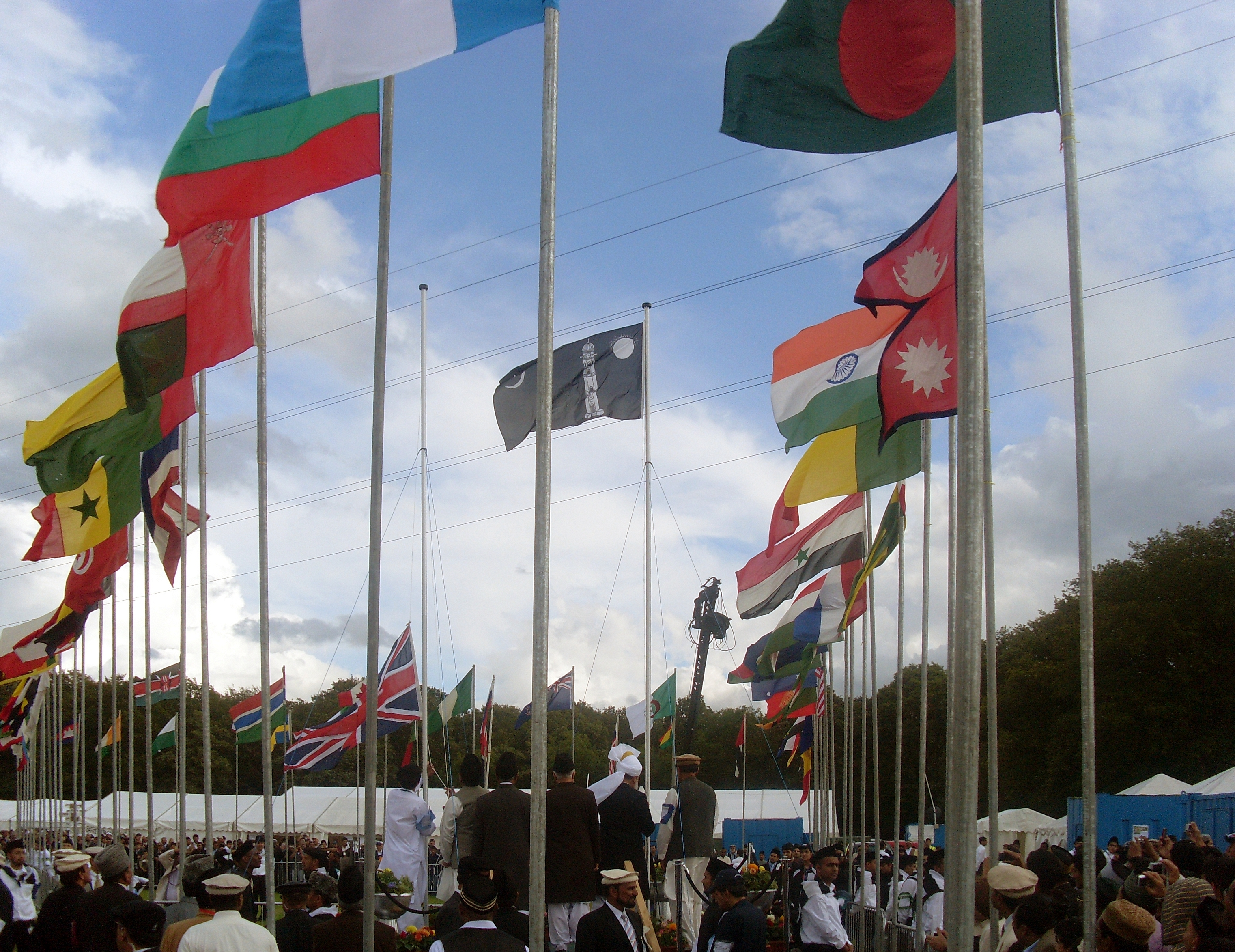
Flaggor vid International Jalsa Salana i Storbritannien år 2009.

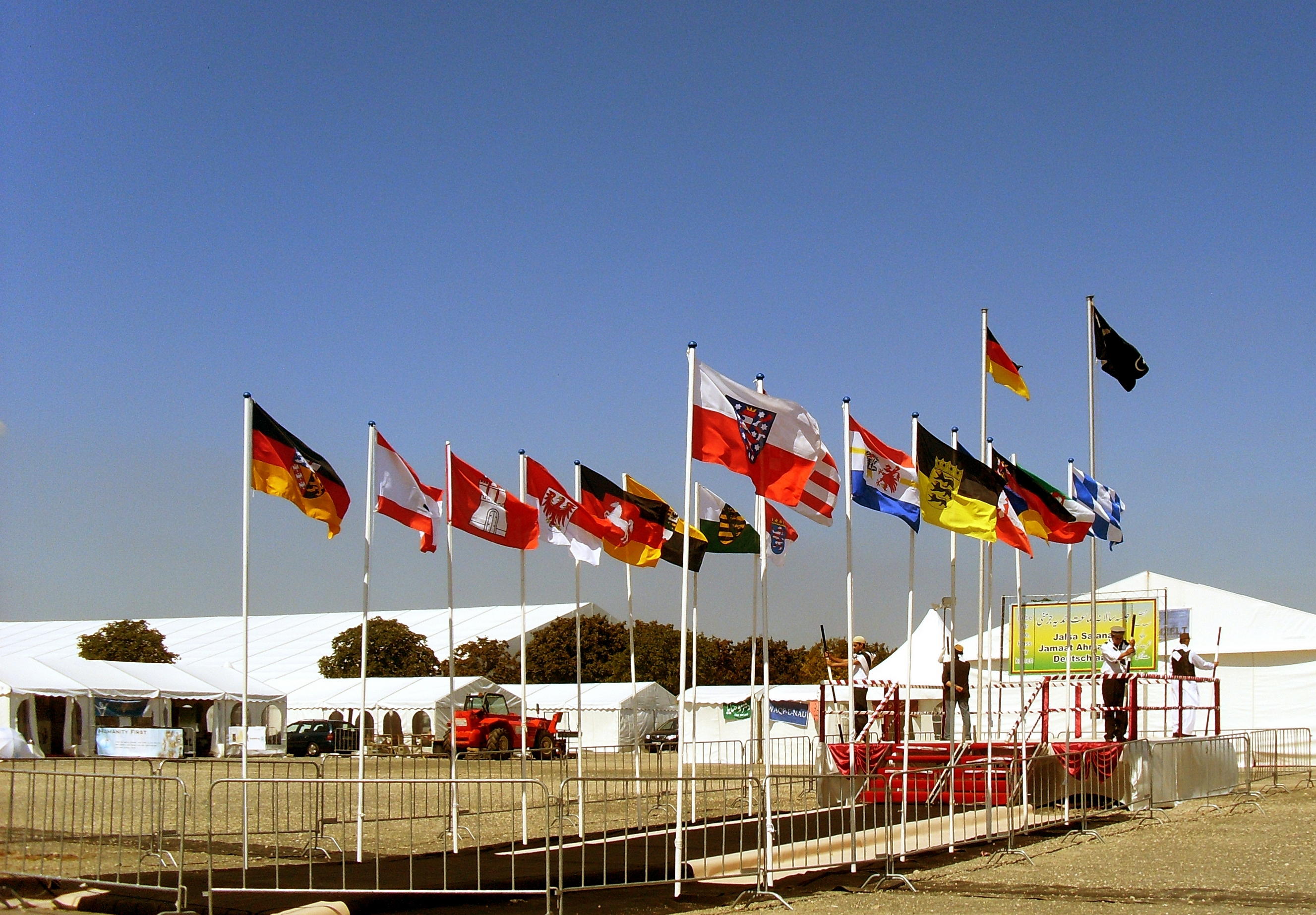
Flaggor vid Jalsa Salana i Tyskland år 2009.

Jalsa Salana (urdu: جلسہ سالانہ) är en årlig Ahmadiyya-sammankomst som grundats av Mirza Ghulam Ahmad. Sammankomsterna sker i olika länder och pågår i tre dagar. 
1891 gjorde Mirza Ghulam Ahmad ett uttalande, under helig inspiration, att han var den utlovade Mahdi och Messias, som samtliga världsreligioner har väntat på. Samma år ordnade han den första Jalsa Salana-sammankomsten den 27–29 december i Qādiān. 